# Giuseppe Poeta
Giuseppe Poeta, detto Peppe (Battipaglia, 12 settembre 1985), è un allenatore di pallacanestro ed ex cestista italiano, di ruolo playmaker, primo assistente dell'Olimpia Milano e assistente della nazionale maschile italiana.

## Carriera

### Giocatore

#### Club

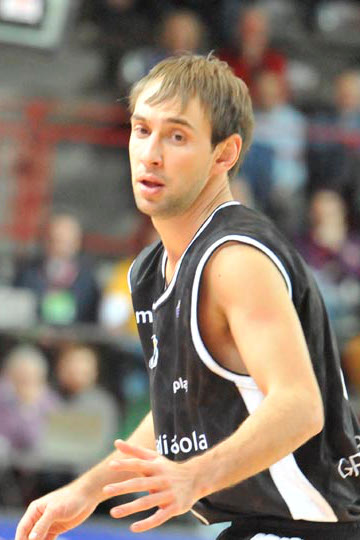
Poeta alla Virtus Bologna nel 2010

Nel 1998 si trasferisce dalle giovanili della Polisportiva Battipagliese a quelle della Pallacanestro Salerno, dove due anni più tardi fa il suo esordio in C1 a 14 anni e diventa poi play titolare in B2 a 17 anni. La sua partita a Catania, in cui segna 37 punti, ne segna la consacrazione a livello nazionale.
Passa quindi alla Prima Veroli in Serie B d'Eccellenza. Nella stagione 2005-06 mette a segno il record assoluto di punti realizzati in una sola partita di serie B, con 51 punti contro Forlì. Nell'estate 2006 viene messo sotto contratto dal Teramo Basket, in serie A; il suo minutaggio è inizialmente basso, ma comunque Giuseppe lo sfrutta per far vedere ottimi numeri. Con il taglio del titolare Duane Woodward e la squadra abruzzese piombata al terzultimo posto, Poeta viene maggiormente responsabilizzato, ripagando la fiducia con grandi prestazioni nel finale di stagione come i 26 punti nella penultima giornata contro la Virtus Bologna e i 13 a Montegranaro nella partita che regala la salvezza ai teramani. Le sue medie a fine stagione saranno di 6,4 punti e 1,2 assist a partita e un utilizzo medio di 16 minuti.
Nella stagione successiva sempre a Teramo Poeta diventa play titolare dall'inizio e migliora le sue statistiche, passando a 11,8 punti e 4,6 assist a partita, per un utilizzo medio di 28 minuti. La squadra abruzzese non riuscirà tuttavia a raggiungere i play-off.
Viene premiato come Miglior Giocatore Italiano 2008 "Premio Reverberi" Oscar del Basket.
Nella stagione 2008-09 ritrova sia Andrea Capobianco come proprio head coach, suo allenatore già a Salerno, sia il suo vecchio amico e compagno di nazionale Valerio Amoroso. Qui Poeta ha la sua completa consacrazione contribuendo in modo determinante al raggiungimento per la sua squadra del terzo posto assoluto nel campionato di A e la conquista, per la prima volta per Teramo, dei play-off. In quella stessa stagione viene nominato MVP del girone di andata della serie A.
Il campionato 2010-11 vede Poeta passare alla Virtus Bologna. Nella stagione 2012-2013 viene nominato capitano delle V Nere. Nel novembre del 2013 rescinde il contratto con Bologna, diventando free agent.
Il 1º gennaio 2014 viene annunciato ufficialmente il suo passaggio al Saski Baskonia di Vitoria. Con il Baskonia disputa le Top16 di Eurolega, la Copa del Rey e la Liga Endesa, rendendosi protagonista di ottime prestazioni, tra le quali la gara con il Gipuzkoa che valeva l'ingresso in Copa del Rey, nella quale Poeta mise a segno 13 punti nel solo ultimo e decisivo quarto.
Nel mese di luglio del 2015 viene ufficializzato il suo ingaggio da parte dell'Aquila Basket Trento. Per la stagione successiva firma con l'Auxilium CUS Torino. Nella seconda stagione sotto la Mole, il 18 febbraio 2018 alza a Firenze da capitano il suo primo trofeo in carriera, la Coppa Italia di pallacanestro maschile 2018. Il suo contributo è prezioso per la conquista del primo trofeo, portando a referto nelle tre partite della competizione 23 punti e 10 assist.
Dopo il fallimento dell'Auxilium Torino, nel giugno del 2019, firma con la Pallacanestro Reggiana, diventandone anche il capitano. Il 5 agosto del 2020 firma per una stagione con opzione per quella successiva, con la Vanoli Cremona, di cui è anche il capitano. Proprio con la maglia della Vanoli Cremona, nella stagione 2020-2021, diventa il miglior assistman del campionato con 6,8 assist di media a partita, giocando 23 minuti di media a gara e ponendosi davanti a campioni come Teodosic e Rodriguez. Questo risultato lo pone al quinto posto assoluto per quanto riguarda gli assist nella storia del massimo campionato di basket italiano e con la media più alta di sempre in relazione ai minuti giocati. Nella stagione successiva rimane alla compagine cremonese. L'annata, nonostante l'acquisto di profili interessanti quali Matteo Spagnolo e Andrea Pecchia, risulta molto meno fortunata della precedente sia per Poeta, continuamente falcidiato da problemi fisici e infortuni assieme ad altri giocatori, sia per la Vanoli, che a causa dei già menzionati problemi fisici occorsi a gran parte del roster, disputa un campionato di bassa classifica, non riuscendo a evitare la retrocessione dopo tredici anni di permanenza in A.
A fine stagione, il playmaker campano annuncia il ritiro.

#### Nazionale
Nella primavera del 2007 esordisce con la nazionale italiana, disputando alcune partite amichevoli. Partecipa inoltre alle qualificazioni per i Campionati Europei nel 2008; in questa occasione diventa ben presto uno dei punti fermi della squadra, superando la concorrenza di Luca Vitali e Daniele Cavaliero, fino a segnare 21 punti nella partita conclusiva contro la Bulgaria, terminata con una beffarda vittoria degli azzurri per 82-81, che non consentì la qualificazione diretta.
Ha fatto parte, nell'estate del 2012, della spedizione azzurra che si è qualificata, con uno straordinario enplein di 8 vittorie su 8 gare disputate, agli Europei 2013 che si sono tenuti in Slovenia a settembre dello stesso anno.
Nell'estate del 2014 ha partecipato alle qualificazioni per gli Europei e superato il tetto delle 100 presenze in maglia Azzurra, attestandosi alla fine a 120.
Nel giugno 2016 viene convocato per il torneo di Qualificazione Olimpica FIBA 2016 di Torino ma il 9 luglio viene battuto in finale dalla Croazia.

### Allenatore

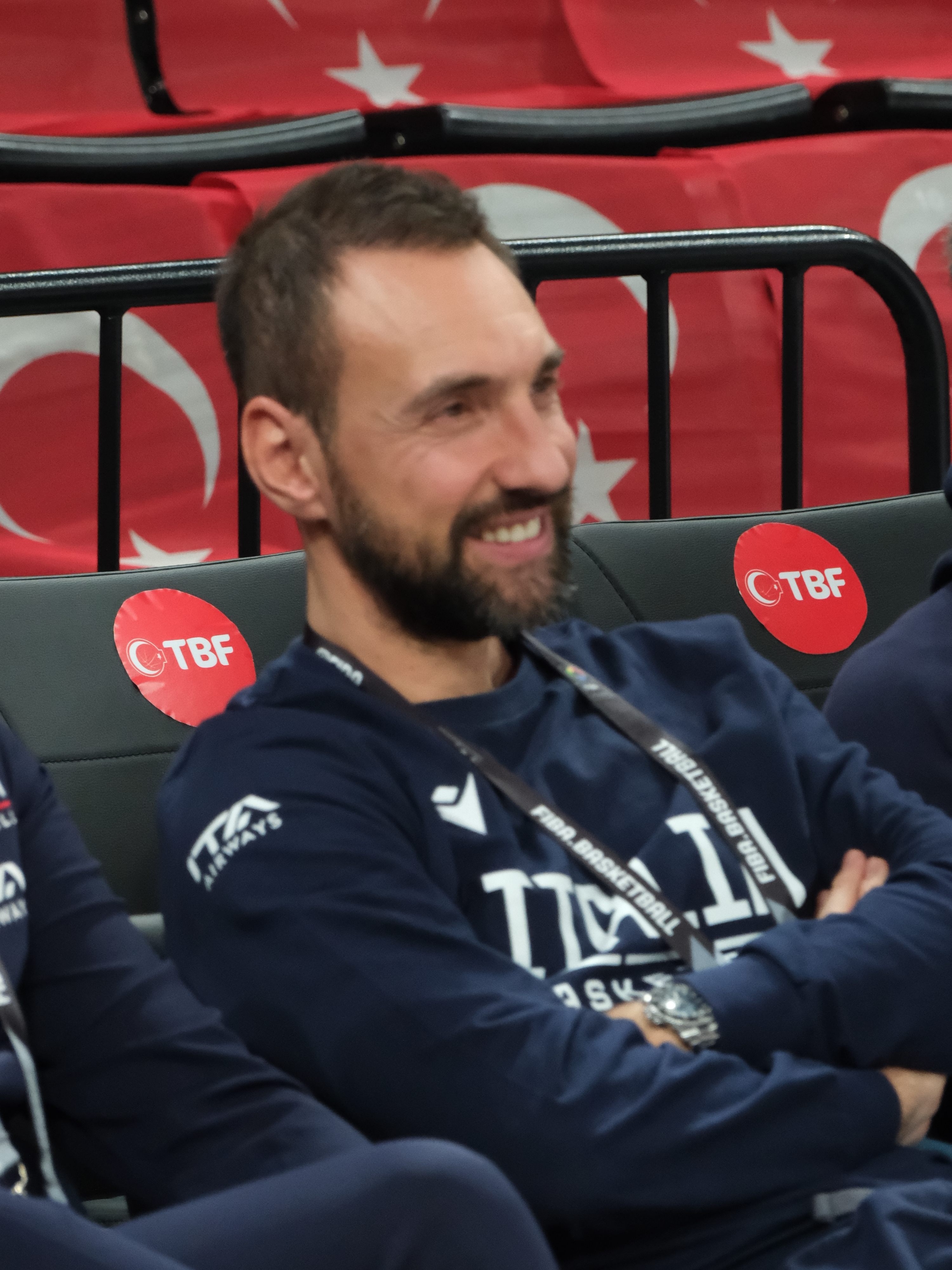
Poeta nello staff della nazionale italiana nel 2025

Nel 2022, dopo l'annuncio del ritiro dal basket giocato, viene chiamato dal commissario tecnico Gianmarco Pozzecco a far parte dello staff della nazionale maschile italiana, in qualità di assistente.
Contemporaneamente, il 26 giugno 2022 l'Olimpia Milano annuncia l'inserimento di Poeta nello staff tecnico del club, sempre come assistente. In questo ruolo, con l'Olimpia guidata da coach Ettore Messina, contribuisce alla vittoria di due scudetti consecutivi nel biennio 2022-2024, compreso quello della terza stella nel campionato 2022-23.
Il 17 giugno 2024 assume il suo primo incarico da head coach, succedendo ad Alessandro Magro alla guida del Brescia. Nel campionato seguente, dopo avere chiuso la regular season al terzo posto, nei play-off guida la società lombarda alla prima finale scudetto della sua storia, persa contro la Virtus Bologna. Al termine della stagione, il 23 giugno 2025 risolve il contratto con il Brescia per fare ritorno all'Olimpia Milano, come associate head coach di Messina.

## Statistiche

### Cronologia presenze e punti in nazionale
| Cronologia completa delle presenze e dei punti in Nazionale - Italia | Cronologia completa delle presenze e dei punti in Nazionale - Italia | Cronologia completa delle presenze e dei punti in Nazionale - Italia | Cronologia completa delle presenze e dei punti in Nazionale - Italia | Cronologia completa delle presenze e dei punti in Nazionale - Italia | Cronologia completa delle presenze e dei punti in Nazionale - Italia | Cronologia completa delle presenze e dei punti in Nazionale - Italia | Cronologia completa delle presenze e dei punti in Nazionale - Italia |
| Data                                                                 | Città                                                                | In casa                                                              | Risultato                                                            | Ospiti                                                               | Competizione                                                         | Punti                                                                | Note                                                                 |
| -------------------------------------------------------------------- | -------------------------------------------------------------------- | -------------------------------------------------------------------- | -------------------------------------------------------------------- | -------------------------------------------------------------------- | -------------------------------------------------------------------- | -------------------------------------------------------------------- | -------------------------------------------------------------------- |
| 02/06/2007                                                           | Bari                                                                 | Italia                                                               | 80 - 73                                                              | Croazia                                                              | Amichevole                                                           | 4                                                                    | [ 14 ]                                                               |
| 15/06/2007                                                           | Xiaolan                                                              | Cina                                                                 | 69 - 74                                                              | Italia                                                               | Torneo amichevole                                                    | 0                                                                    | [ 15 ]                                                               |
| 16/06/2007                                                           | Foshan                                                               | Italia                                                               | 70 - 68                                                              | Croazia                                                              | Torneo amichevole                                                    | 15                                                                   | [ 16 ]                                                               |
| 17/06/2007                                                           | Xinhui                                                               | Italia                                                               | 54 - 75                                                              | Australia                                                            | Torneo amichevole                                                    | 8                                                                    | [ 17 ]                                                               |
| 19/06/2007                                                           | Zhuhai                                                               | Cina                                                                 | 79 - 87                                                              | Italia                                                               | Torneo amichevole                                                    | 12                                                                   | [ 18 ]                                                               |
| 20/06/2007                                                           | Zhongshan                                                            | Italia                                                               | 64 - 63                                                              | Australia                                                            | Torneo amichevole                                                    | 4                                                                    | [ 19 ]                                                               |
| 21/06/2007                                                           | Guzhen                                                               | Italia                                                               | 91 - 97                                                              | Croazia                                                              | Torneo amichevole                                                    | 10                                                                   | [ 20 ]                                                               |
| 31/07/2008                                                           | Bormio                                                               | Italia                                                               | 90 - 75                                                              | Polonia                                                              | Torneo amichevole                                                    | 10                                                                   | [ 21 ]                                                               |
| 02/08/2008                                                           | Bormio                                                               | Italia                                                               | 76 - 62                                                              | Francia                                                              | Torneo amichevole                                                    | 4                                                                    | [ 22 ]                                                               |
| 05/08/2008                                                           | Bormio                                                               | Italia                                                               | 68 - 65                                                              | Francia                                                              | Amichevole                                                           | 7                                                                    | [ 23 ]                                                               |
| 13/08/2008                                                           | Cagliari                                                             | Italia                                                               | 70 - 57                                                              | Estonia                                                              | Torneo amichevole                                                    | 8                                                                    | [ 24 ]                                                               |
| 14/08/2008                                                           | Cagliari                                                             | Italia                                                               | 70 - 57                                                              | Belgio                                                               | Torneo amichevole                                                    | 7                                                                    | [ 25 ]                                                               |
| 15/08/2008                                                           | Cagliari                                                             | Italia                                                               | 83 - 74                                                              | Gran Bretagna                                                        | Torneo amichevole                                                    | 0                                                                    | [ 26 ]                                                               |
| 20/08/2008                                                           | Cagliari                                                             | Italia                                                               | 64 - 78                                                              | Serbia                                                               | Qual. Euro 2009                                                      | 2                                                                    | [ 27 ]                                                               |
| 23/08/2008                                                           | Szolnok                                                              | Ungheria                                                             | 68 - 64                                                              | Italia                                                               | Qual. Euro 2009                                                      | 10                                                                   | [ 28 ]                                                               |
| 27/08/2008                                                           | Chieti                                                               | Italia                                                               | 88 - 80                                                              | Finlandia                                                            | Qual. Euro 2009                                                      | 20                                                                   | [ 29 ]                                                               |
| 30/08/2008                                                           | Sofia                                                                | Bulgaria                                                             | 81 - 80                                                              | Italia                                                               | Qual. Euro 2009                                                      | 0                                                                    | [ 30 ]                                                               |
| 06/09/2008                                                           | Belgrado                                                             | Serbia                                                               | 72 - 52                                                              | Italia                                                               | Qual. Euro 2009                                                      | 14                                                                   | [ 31 ]                                                               |
| 10/09/2008                                                           | Porto San Giorgio                                                    | Italia                                                               | 75 - 68                                                              | Ungheria                                                             | Qual. Euro 2009                                                      | 15                                                                   | [ 32 ]                                                               |
| 13/09/2008                                                           | Vantaa                                                               | Finlandia                                                            | 62 - 69                                                              | Italia                                                               | Qual. Euro 2009                                                      | 5                                                                    | [ 33 ]                                                               |
| 17/09/2008                                                           | Torino                                                               | Italia                                                               | 82 - 81                                                              | Bulgaria                                                             | Qual. Euro 2009                                                      | 21                                                                   | [ 34 ]                                                               |
| 14/07/2009                                                           | Bormio                                                               | Italia                                                               | 64 - 63                                                              | Rep. Ceca                                                            | Amichevole                                                           | 7                                                                    | [ 35 ]                                                               |
| 17/07/2009                                                           | Bormio                                                               | Italia                                                               | 67 - 63                                                              | Senegal                                                              | Torneo amichevole                                                    | 4                                                                    | [ 36 ]                                                               |
| 18/07/2009                                                           | Bormio                                                               | Italia                                                               | 89 - 97                                                              | Rep. Ceca                                                            | Torneo amichevole                                                    | 10                                                                   | [ 37 ]                                                               |
| 25/07/2009                                                           | Trento                                                               | Italia                                                               | 91 - 69                                                              | Canada                                                               | Torneo amichevole                                                    | 7                                                                    | [ 38 ]                                                               |
| 26/07/2009                                                           | Trento                                                               | Italia                                                               | 88 - 70                                                              | Nuova Zelanda                                                        | Torneo amichevole                                                    | 10                                                                   | [ 39 ]                                                               |
| 27/07/2009                                                           | Trento                                                               | Italia                                                               | 83 - 72                                                              | Portogallo                                                           | Torneo amichevole                                                    | 10                                                                   | [ 40 ]                                                               |
| 01/08/2009                                                           | Conegliano                                                           | Italia                                                               | 81 - 75                                                              | Canada                                                               | Amichevole                                                           | 4                                                                    | [ 41 ]                                                               |
| 05/08/2009                                                           | Cagliari                                                             | Italia                                                               | 77 - 80 dts                                                          | Francia                                                              | Qual. Euro 2009                                                      | 3                                                                    | [ 42 ]                                                               |
| 11/08/2009                                                           | Vantaa                                                               | Finlandia                                                            | 75 - 77                                                              | Italia                                                               | Qual. Euro 2009                                                      | 5                                                                    | [ 43 ]                                                               |
| 14/08/2009                                                           | Pau (Francia)\|Pau                                                   | Francia                                                              | 81 - 61                                                              | Italia                                                               | Qual. Euro 2009                                                      | 2                                                                    | [ 44 ]                                                               |
| 20/08/2009                                                           | Porto San Giorgio                                                    | Italia                                                               | 89 - 95                                                              | Finlandia                                                            | Qual. Euro 2009                                                      | 9                                                                    | [ 45 ]                                                               |
| 11/07/2010                                                           | Bormio                                                               | Italia                                                               | 78 - 41                                                              | Iran                                                                 | Torneo amichevole                                                    | 4                                                                    | [ 46 ]                                                               |
| 16/07/2010                                                           | Firenze                                                              | Italia                                                               | 83 - 60                                                              | Macedonia                                                            | Torneo amichevole                                                    | 0                                                                    | [ 47 ]                                                               |
| 17/07/2010                                                           | Firenze                                                              | Italia                                                               | 88 - 76                                                              | Polonia                                                              | Torneo amichevole                                                    | 0                                                                    | [ 48 ]                                                               |
| 11/03/2012                                                           | Pesaro                                                               | Italia                                                               | 91 - 85                                                              | World Stars                                                          | All Star Game                                                        | 7                                                                    | [ 49 ]                                                               |
| 15/08/2012                                                           | Sassari                                                              | Italia                                                               | 97 - 45                                                              | Portogallo                                                           | Qual. Euro 2013                                                      | 11                                                                   | [ 50 ]                                                               |
| 18/08/2012                                                           | Chomutov                                                             | Rep. Ceca                                                            | 53 - 63                                                              | Italia                                                               | Qual. Euro 2013                                                      | 0                                                                    | [ 51 ]                                                               |
| 21/08/2012                                                           | Sassari                                                              | Italia                                                               | 78 - 69                                                              | Turchia                                                              | Qual. Euro 2013                                                      | 2                                                                    | [ 52 ]                                                               |
| 24/08/2012                                                           | Minsk                                                                | Bielorussia                                                          | 63 - 84                                                              | Italia                                                               | Qual. Euro 2013                                                      | 11                                                                   | [ 53 ]                                                               |
| 30/08/2012                                                           | Coimbra                                                              | Portogallo                                                           | 70 - 82                                                              | Italia                                                               | Qual. Euro 2013                                                      | 9                                                                    | [ 54 ]                                                               |
| 02/09/2012                                                           | Trieste                                                              | Italia                                                               | 68 - 56                                                              | Rep. Ceca                                                            | Qual. Euro 2013                                                      | 0                                                                    | [ 55 ]                                                               |
| 05/09/2012                                                           | Kayseri                                                              | Turchia                                                              | 82 - 83                                                              | Italia                                                               | Qual. Euro 2013                                                      | 0                                                                    | [ 56 ]                                                               |
| 08/09/2012                                                           | Trieste                                                              | Italia                                                               | 83 - 58                                                              | Bielorussia                                                          | Qual. Euro 2013                                                      | 4                                                                    | [ 57 ]                                                               |
| Totale                                                               |                                                                      | Presenze                                                             | 69                                                                   |                                                                      | Punti                                                                | 365                                                                  |                                                                      |

## Palmarès

### Giocatore

#### Club
- Coppa Italia: 1

Auxilium Torino: 2018